# Donna Lee
Pour les articles homonymes, voir Donna Lee (homonymie).
Donna Lee est un standard de jazz issu du courant bebop, composé par Miles Davis en 1947, bien que sa paternité ait pendant longtemps été attribuée à Charlie Parker.
Au même titre que bien des compositions de la période d'âge d'or du bebop (1945-1960) telles que Billie's Bounce, Ornithology, Night in Tunisia et bien d'autres, Donna Lee est un incontournable pour tous les musiciens de jazz, très souvent joué en jam session, et de très nombreuses versions ont été enregistrées.

## Historique

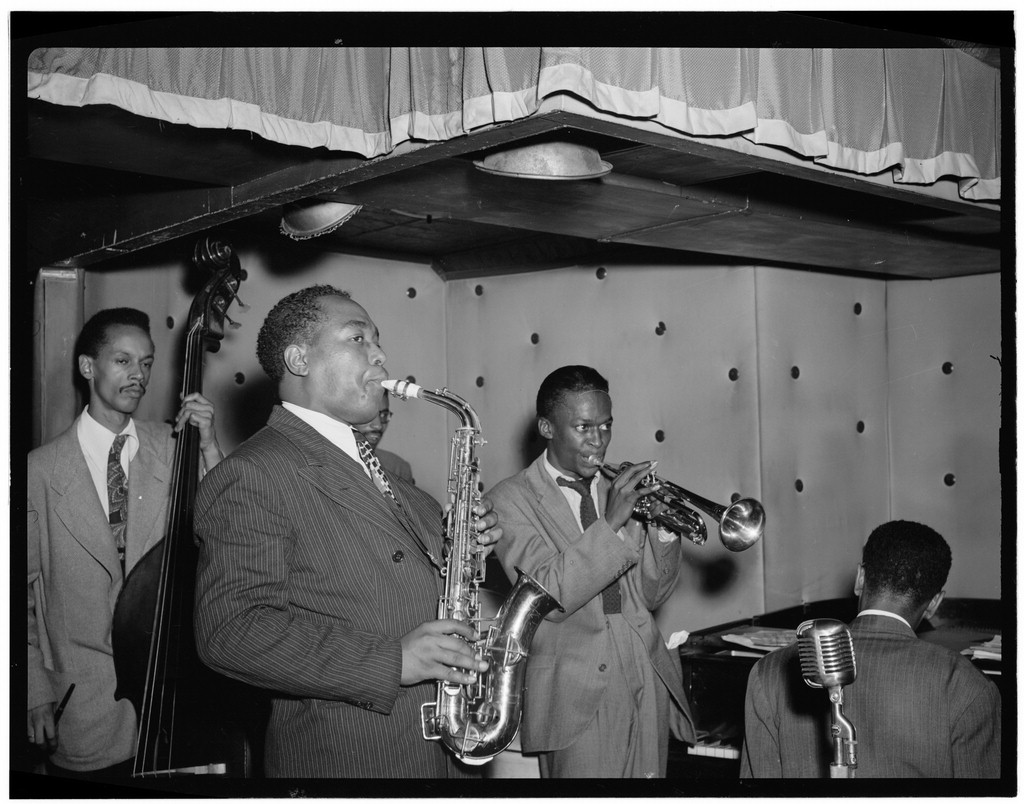
Charlie Parker et Miles Davis au Three Deuces à New York en 1947. On voit également Tommy Potter et Duke Jordan (de dos).

Ce standard de jazz, écrit en la, est basé sur les progressions harmoniques d'un autre standard, (Back Home Again in) Indiana, selon le procédé du démarquage, très courant dans le courant bebop.
Il s'agit de la première composition de Miles Davis enregistrée.

### Paternité du morceau
Donna Lee est composé par Miles Davis en 1947, bien qu'il soit encore souvent attribué à Charlie Parker.
La phrase d'ouverture du morceau est dérivée d'un solo de Fats Navarro sur Ice Freezes Red, un autre démarquage de (Back Home Again in) Indiana : cela semble appuyer l'idée selon laquelle c'est une composition de trompettiste plutôt que de saxophoniste, surtout avec ce registre,. De plus, Parker a tendance a utiliser des phrases plus courtes dans ses compositions, jouant sur le « stop and go » (arrêt et départ), alors que Donna Lee est construit sur des phrases très longues, de plusieurs mesures.
Quand Gil Evans, qui arrangera plus tard des albums de Miles Davis, demande la permission à Charlie Parker d'arranger le morceau pour l'orchestre de Claude Thornhill, le saxophoniste le renvoie vers Davis, qui donne son autorisation.
Miles précise dans son autobiographie que cette composition — très « parkerrienne — a été créée à partir de relevés de chorus de Charlie Parker que Miles Davis avait enregistrés alors que selon lui le saxophoniste était au mieux de sa forme[réf. souhaitée].
Le thème a été signé par Parker à la séance d'enregistrement. Brian Priestley explique que l'erreur vient peut-être de Savoy Records, la maison de disque de Parker, qui avait l'habitude de d'acheter les droits des compositions originales enregistrées par le saxophoniste en les signant de son nom, : Parker était alors au faîte de sa gloire, alors que Davis débarquait sur la scène jazz.

### Titre
Il existe plusieurs hypothèses sur la signification du titre. Selon l'une d'elles, le titre aurait été choisi en l'honneur de la fille du contrebassiste Curly Russell, Donna Lee Russell,.
Une autre hypothèse, tirée de l'autobiographie de Charles Mingus avance que ce dernier entrait dans une période de sa vie où il avait deux femmes, l'une nommée Donna et l'autre Lee-Marie. Charles Mingus les a présentées à Miles Davis et les considérait comme une unique femme dont les qualités étaient les meilleures de chacune des deux, il nommait cette invention hybride Donna-Lee[réf. souhaitée].

## Analyse
Composé en 1947, Donna Lee reprend le vocabulaire mélodique du bebop, principalement créé par Charlie Parker et Dizzy Gillespie, avec des phrases complexes, denses et rapides, des chromatismes et des arpèges soulignant les extensions d'accord. La mélodie est notoirement difficile.
Le morceau est construit sur une structure ABAC. Il enchaine de nombreux II-V-I en la  et dans des tonalités voisines (si , ré …), avec des substitutions d'accords (substitution tritonique).
Les notes jouées sur les temps forts (1 et 3) sont principalement les notes des accords joués (tonique, tierce, quinte ou septième). Dans le cas contraire, il s'agit d'une note d'approche d'une note d'accord. Les temps faibles (2 et 4) contienent également beaucoup de notes d'accord. On y trouve aussi des quintes diminuées, un intervalle caractéristique du bebop.
L'une des particularités de la composition est qu'elle commence par une demi-mesure de silence.

## Reprises
De nombreux musiciens ont joué Donna Lee, à commencer par Charlie Parker en mai 1947, en compagnie de son « All Stars », avec Miles Davis à la trompette, Bud Powell au piano, Tommy Potter à la contrebasse et Max Roach à la batterie.
Citons également :
- 1947 : l'orchestre de Claude Thornhill enregistre une des rares versions du morceau en big band, arrangée par Gil Evans, sur 1947 Transcription Performances[1]
- 1955 : Lee Konitz avec Warne Marsh
- 1961 : Steve Lacy sur l'album The Straight Horn of Steve Lacy
- 1962-1963 : Eric Dolphy, dans une version « live » qu'on retrouve sur la compilation Vintage Dolphy
- 1972 : Anthony Braxton sur l'album Donna Lee
- 1973 : Clifford Brown livre une improvisation remarquable sur le morceau sur l'album In the Beginning and the End, lors de sa sernière séance d'enregistement[1]
- 1976 : le bassiste Jaco Pastorius a enregistré cette composition accompagné par Don Alias aux congas sur son premier album Jaco Pastorius. Cette version est célèbre, notamment parce qu'il s'agit d'une des premières versions à la basse[1]
- 1979 : Archie Shepp sur l'album Lady Bird
- 1985 : Boulou Ferré Quartet sur l'album Relax and Enjoy
- 1990 : Art Farmer et Frank Morgan (en) sur l'album Central Avenue Reunion
- 1990 : UZEB, sur son album live World Tour 90
- 1992 : Biréli Lagrène, sur son album Standards
- 1993 : Bill Charlap et Sean Smith sur l'album Bill Charlap & Sean Smith
- 1976 : Martial Solal et Niels-Henning Ørsted Pedersen sur l'album Movability
- 1995 : Alain Caron, sur l'album Rhythm'n Jazz
- 1997 : Jacky Terrasson, sur l'album Lover Man
- 2001 : Bill Carrothers, sur l'album Swing Sing Songs
- 2003 : Manuel Rocheman, sur l'album Alone at Last
- 2004 : Stefano Di Battista, sur son album Parker's Mood
- 2012 : Carmen Souza, sur son album Kachupada